# Світла Зоря
Світла Зоря́ (рос. Светлая Заря) — селище у складі Третьяковського району Алтайського краю, Росія. Входить до складу Плосківської сільської ради.

## Населення
Населення — 11 осіб (2010; 18 у 2002).
Національний склад (станом на 2002 рік):
- росіяни — 100 %